# کاچاپور
کاچاپور (به صربی: Kačapor) یک منطقهٔ مسکونی در صربستان است که در بلاتسه واقع شده‌است. کاچاپور ۷۲ نفر جمعیت دارد.